# Langeleik

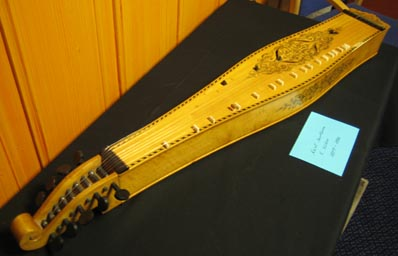
Langeleik

Langeleik är ett äldre norskt stränginstrument av cittratyp. Instrumentet har lång och smal resonanslåda med eller utan botten, med ett varierande antal strängar. Den idag mest förekommande modellen av instrumentet Langeleik har en melodisträng samt sju andra strängar. Det är alltid en melodisträng men de övriga strängarna varierar mellan att vara två - sju stycken. De är ackompanjemangssträngar/bordunsträngar som hela tiden klingar med, flera av strängarna är stämda helt likt eller i oktaver. Strängarna knäpps med ett sorts avlångt plektrum gjort av kohorn som kallas "snert", "sprett" eller "fjørpinne". Melodisträngen löper över fasta tvärband som kallas "noter" som kan vara gjorda av trä, metall eller ben. På nybyggda instrument är dessa ofta placerade så att langeleiken klingar tempererat men på de äldre instrumenten förekommer ett stort antal olika otempererade skalor. 
På 1800-talet var den äldre langeleiktraditionen på väg att dö ut i de flesta delarna av landet. I områden som speciellt Valdres, men även i Vest-Oppland, Telemark och Hallingdal överlevde dock traditionen i varierande grad.
Langeleiken har i många sammanhang beskrivits som ett kvinnoinstrument, eftersom flera av de äldre instrumenten har kvinnonamn ingraverade. Många av langeleiksspelarna som är omtalade i källor från 1600-talet och fram till i dag är kvinnor, men flera manliga langeleiksutövare är också kända.
Liknande stränginstrument som (ofta) spelas liggande på sin resonanslåda är hommel (Nederländerna), hummel (Sverige), épinette des Vosges (Frankrike) och dulcimer (USA).